# Mario Moretti

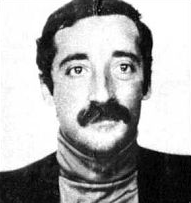

Mario Moretti (ur. 16 stycznia 1946) – terrorysta i przywódca Czerwonych Brygad.
W 1968 roku przeniósł się do Mediolanu, gdzie rozpoczął studia w Katolickim Uniwersytecie Najświętszego Serca. Brał udział w okresie walk wewnętrznych zwanych jako lata ołowiu. Wiosną 1978 roku zorganizował porwanie byłego premiera Włoch, Alda Moro, do którego doszło 16 marca 1978 roku. Mario Moretti był jedyną osobą, z którą rozmawiał Aldo Moro. Polityka zamordowano prawdopodobnie 9 maja 1978 roku. Mario Moretti został aresztowany i skazany na sześciokrotną karę dożywotniego pozbawienia wolności. Od 1997 roku przebywał na częściowym zwolnieniu (z obowiązkiem stawiania się na noc w więzieniu), w trakcie którego pracował w centrum resocjalizacji byłych więźniów.